# 三寮灣東隆宮
三寮灣東隆宮，是臺灣臺南市北門區的一間廟宇，其位置行政區在於北門區的三光里。在傳統學甲十三庄中的三寮灣庄頭中，屬於學甲慈濟宮代表選舉的北門選區，同時亦是三寮灣聚落中的角頭廟，因此也慈濟宮上白礁與刈香的基本參加廟宇之一。

## 歷史沿革
開基李府千歲最早可追溯至清康熙四年，明永曆十九年（1665年），先民自中國渡海來臺時，為保佑航海平安，特奉請故鄉神明李府千歲金身隨船。登陸此地定居初期因神明金身無處安座，先民將其奉於工具籃中。後來因王爺神威顯赫，先民於數年後蓋草寮奉祀，供善信參拜。明治三十五年（1902年），庄民集資興建公厝型廟宇，並將廟名取為「慈安宮」。民國三十四年（1945年），廟宇重建，同時東港東隆宮溫府二千歲奉旨鎮駐，為答謝溫府二千歲前往輔助，遂將廟名「慈安宮」改為「東隆宮」，成為全臺第二開基東隆宮。自此李、溫二千歲相輔相成，廟宇香火鼎盛，也先後在臺灣各地分靈建宮、設壇。民國五十四年（1965年），因建築有部分毀損，因此將廟宇整修，完工後於民國五十五年（1966年）啟建三朝清醮。民國五十九年（1970年），廟宇重建，經八年後，於民國六十七年（1978年）竣工，成為現時廟宇樣貌。民國112年，獲台南市政府績優宗教團體表揚。

## 祭祀神祇[4]
- 正殿：李府千歲、溫府千歲、吳府千歲、保生大帝、池府千歲、中軍府、城隍境主、福德正神。
- 後殿：玉皇上帝、三官大帝、南斗星君、北斗星君、觀音菩薩、韋陀尊神、文衡聖帝、註生娘娘、斗姥、南極仙翁、六十太歲。
- 廟旁設有王船閣，奉祀傳世王船。

## 祭祀慶典[4]
- 每年參與農曆3月11日學甲慈濟宮上白礁謁祖進香繞境，以及四年一科的學甲香。
- 農曆4月15日李府千歲聖誕，謝大戲、酬神。至東港東隆宮、學甲慈濟宮、南鯤鯓代天府進香，回庄云庄繞境、安五營。
- 農曆7月1日中壇元帥聖誕，到庄頭口福德宮、娘媽廟進香繞境。
- 農曆11月1日溫府千歲聖誕，謝大戲、酬神。
- 十二年一次舉行王船醮。[6]

## 圖集

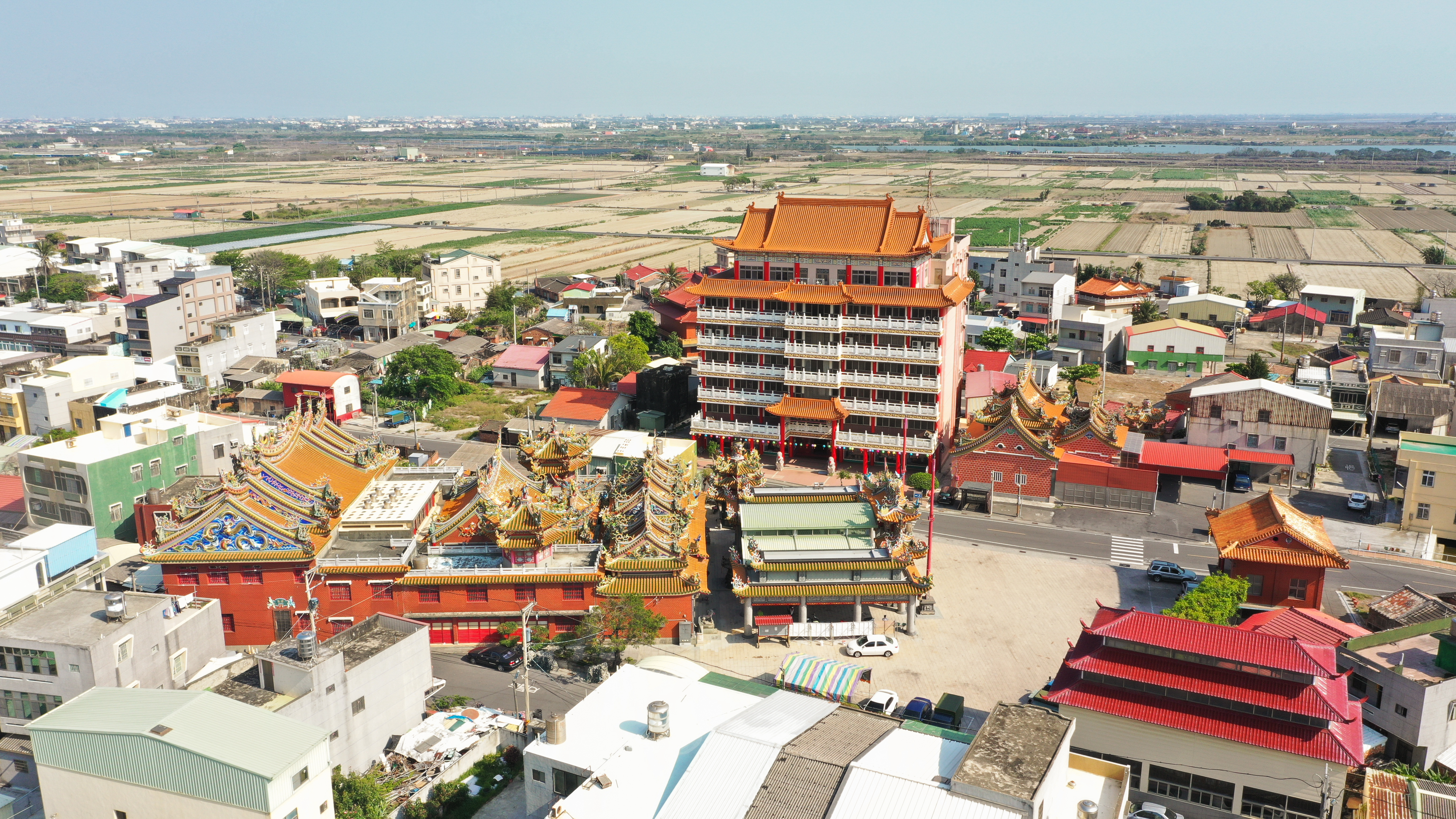
廟宇周圍全景空照
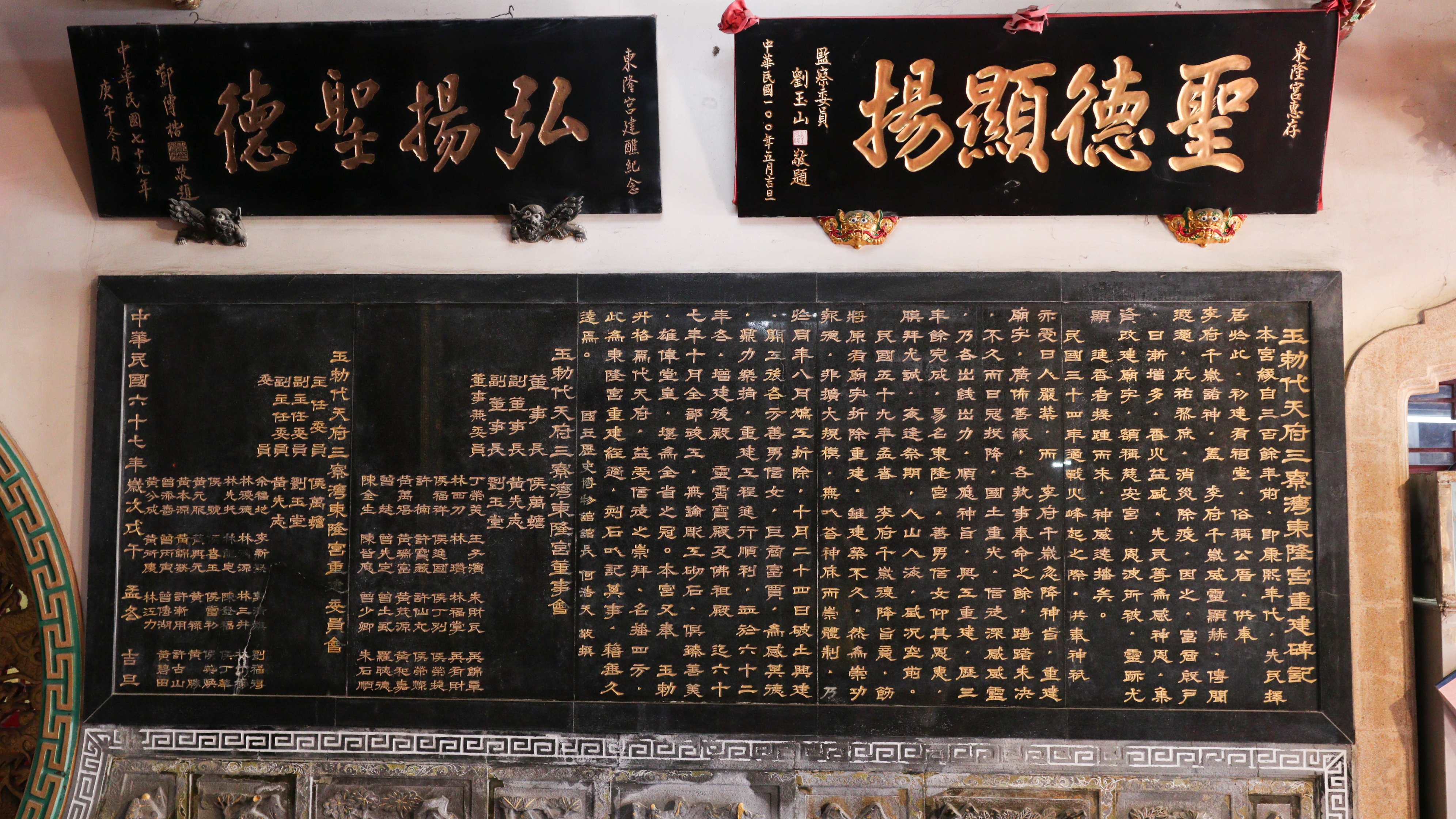
沿革紀念碑與匾額
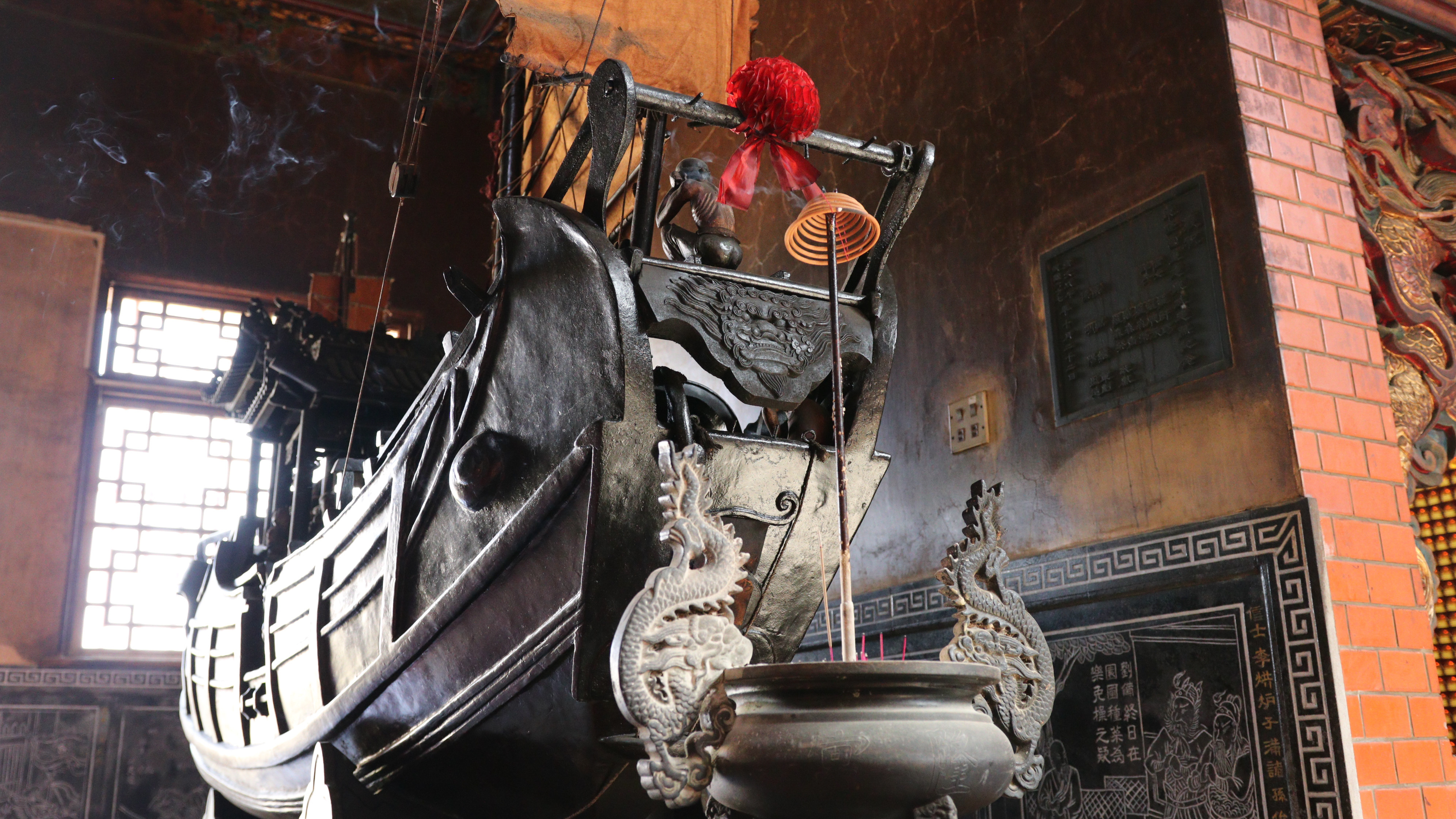
銅製永久紀念王船

## 外部連結
- 三寮灣東隆宮的Facebook專頁